# National Policy Institute
Das National Policy Institute (deutsch: Institut für Nationalpolitik) ist eine US-amerikanische Denkfabrik mit Sitz in Alexandria (Virginia). Sie steht der Ideologie Alt-Right nahe und wird von Richard B. Spencer geführt.

## Entwicklung
Das National Policy Institute wurde im September 2005 von dem weit rechts stehenden Verleger William Regnery in Augusta im Bundesstaat Georgia gegründet. Dem Gründungsvorstand gehörten außerdem Jared Taylor, Herausgeber des rechten Magazins American Renaissance, Louis R. Andrews und James B. Taylor an. Das Institut und der Verlag Washington Summit Publishers wurden später von Andrews übernommen. Als dieser im Jahr 2011 starb, übernahm Richard Spencer die Leitung und verlegte kurze Zeit später den Sitz beider Einrichtungen an seinen Wohnsitz in Whitefish. Mittlerweile ist das Institut in Alexandria ansässig.

## Zielsetzung
Das National Policy Institute sieht nach eigenen Angaben seine Hauptaufgabe darin, das Selbstbewusstsein der weißen US-Amerikaner anzuheben, ihre biologische und kulturelle Kontinuität sicherzustellen und ihre Bürgerrechte zu sichern. Zu diesem Zweck erforsche es die Auswirkungen des andauernden Zustroms nichtwestlicher Bevölkerungsanteile auf die nationale Identität der US-Amerikaner.

## Aktivitäten und Publikationen
Unter den ersten zwei Publikationen, die das Institut nach seiner Gründung herausbrachte, befand sich eine Überlegung zu Massendeportationen von illegalen Einwanderern in den Vereinigten Staaten von Edwin S. Rubenstein.
Weitere Publikationen, die das Institut herausbrachte, befassten sich mit der „Lage des Weißen Amerika“, „Kosten und Nutzen von Massendeportationen“, „Konservativen und Rasse“, „Wohlstand und IQ der Nationen“ sowie „Uhuru für Südafrika“
Im September 2011 veranstaltete das Institut seine erste Konferenz unter dem Titel "Vorwärts für einen neuen Nationalismus". Auf dieser Konferenz sprachen Richard Spencer, Alex Kurtagić, Tomislav Sunić und Jared Taylor.
Nachdem Richard Spencer das Institut übernommen hatte, gab er 2012 bekannt, dass er das National Policy Institute in eine erfolgreiche Denkfabrik und den Verlag Washington Summit Publishers zu einem erfolgreichen Buchverlag ausbauen wolle. Er schrieb weiter, dass er der „alternativen und sozialen Vision der traditionellen US-Amerikaner und Europäer auf der Welt eine Stimme geben“ wolle.
2012 veröffentlichte das National Policy Institute ein Internetmagazin, das Radix Journal, von dem auch zwei Druckausgaben erschienen. Finanzielle Unterstützung erhielt das Institut von der Stiftung Pioneer Fund, die die „Förderung der wissenschaftlichen Erforschung von Vererbung und menschlichen Unterschiede“ zum Ziel hat.
Während das National Policy Institute sich auf Onlinepublikationen konzentriert, bringt der Verlag Washington Summit Publishers Druckwerke heraus, beispielsweise Sea Changes, einen Roman über Flüchtlinge aus der Feder des britischen Autors Derek Turner oder Race Differences in Intelligence. An Evolutionary Analysis des britischen Psychologen Richard Lynn.
Zum Ende einer Veranstaltung des National Policy Institute in Washington, D.C., auf der der Wahlsieg von Trump gefeiert wurde, rief Spencer den Anwesenden unter anderem zu: “Hail Trump, hail our people, hail victory!” (deutsch: “Heil Trump! Heil unserem Volk! Sieg Heil!”). Teile des Publikums sprangen auf und zeigten den Hitlergruß. Sprecher des United States Holocaust Memorial Museum verurteilten die „hasserfüllte Sprache“, die auf der Konferenz gepflegt worden sei.

## Kanallöschung durch Youtube
Im Juni 2020 löschte Youtube den Kanal des National Policy Institutes aufgrund von davon ausgehendem Hate Speech.